# Raipur (Uttarakhand)
Raipur es una ciudad censal situada en el distrito de Dehradun,  en el estado de Uttarakhand (India). Su población es de 32900 habitantes (2011). 

## Demografía
Según el censo de 2011 la población de Raipur era de 32900 habitantes, de los cuales 17021 eran hombres y 15879 eran mujeres. Raipur tiene una tasa media de alfabetización del 91,58%, superior a la media estatal del 78,82%: la alfabetización masculina es del 95,53%, y la alfabetización femenina del 87,39%.